# Temporada 1980 del Campeonato de España de Rally
La temporada 1980 fue la edición 24.ª del Campeonato de España de Rally. El calendario estaba compuesto de veintidós pruebas puntuables de las cuales: Costa Brava, Orense, CS, España y Cataluña eran puntuables para el campeonato de Europa. Se incluyeron además tres pruebas del extranjero que sumaban puntos para el campeonato: Rally de Montecarlo, Zlatni Piassatzi y Rajd Polski.

## Calendario
| N.º | Fecha               | Rally                                     | Superficie     | Series |
| --- | ------------------- | ----------------------------------------- | -------------- | ------ |
| 1   | 8-10 de febrero     | 28.º Rally Costa Brava                    | Asfalto/tierra | Europa |
| 2   | 23-24 de febrero    | 21.º Rally Vasco Navarro                  | Asfalto        |        |
| 3   | 22-23 de marzo      | 10.º Critérium Montseny-Guilleries        | Asfalto        |        |
| 4   | 12-13 de abril      | 3.º Rally Sachs                           | Asfalto        |        |
| 5   | 26-27 de abril      | 12.º Rally 500 Km Nocturnos de Alicante   | Asfalto        |        |
| 6   | 10-11 de mayo       | 7.º Rally Maspalomas                      | Asfalto        |        |
| 7   | 24-25 de mayo       | 17.º Critérium Luis de Baviera            | Asfalto        |        |
| 8   | 7-8 de junio        | 3.º Rally Sierra Morena                   | Asfalto        |        |
| 9   | 21-22 de junio      | 13.º Rally de Ourense                     | Asfalto        | Europa |
| 10  | 5-6 de julio        | 10.º Critérium de La Rioja                | Asfalto/tierra |        |
| 11  | 18-20 de julio      | 1.º Rally CS                              | Asfalto/tierra | Europa |
| 12  | 26-27 de julio      | 21.º Rally Fallas                         | Asfalto        |        |
| 13  | 8-10 de agosto      | 16.º Rallye Rias Bajas                    | Asfalto        |        |
| 14  | 23-24 de agosto     | 11.º Rally El Ferrol                      | Asfalto        |        |
| 15  | 6-7 de septiembre   | 5.º Rally de la Manzana                   | Asfalto        |        |
| 16  | 13-14 de septiembre | 17.º Rally Príncipe de Asturias           | Asfalto        |        |
| 17  | 27-28 de septiembre | 12.º Rally Internacional Isla de Tenerife | Asfalto        |        |
| 18  | 4-5 de octubre      | 4.º Rally El Corte Inglés                 | Asfalto        |        |
| 19  | 17-19 de octubre    | 28.º Rally RACE                           | Asfalto/tierra | Europa |
| 20  | 8-9 de noviembre    | 22.º Rally 2000 Virajes                   | Asfalto        |        |
| 21  | 22-23 de noviembre  | 16.º Rally Cataluña-Rally de las Cavas    | Asfalto        | Europa |
| 22  | 6-7 de diciembre    | 12.º Rally Shalymar                       | Asfalto        |        |

## Equipos
| Equipo           | Vehículo             | Piloto             | Copiloto                 | Rondas                     |
| Equipos privados | Equipos privados     | Equipos privados   | Equipos privados         | Equipos privados           |
| ---------------- | -------------------- | ------------------ | ------------------------ | -------------------------- |
|                  | Porsche 911 SC       | Antonio Zanini     | Jordi Sabater            | 1, 3, 19, 21               |
| J Cobián Racing  | Lancia Stratos HF    | Jorge de Bagration | Nuria Llopis             | 1, 3, 5, 11, 17, 19, 21-22 |
| J Cobián Racing  | Lancia Stratos HF    | Jorge de Bagration | Juan José Petisco        | 7, 9, 10                   |
| RACC             | Ford Fiesta MKI 1600 | Salvador Serviá    | Álex Brustenga           | 6, 8-10, 16, 19-21         |
| G. González      | Ford Escort RS 1800  | Eduardo Balcázar   | Joan Josep Martín        | 1, 3                       |
| G. González      | Lancia Stratos HF    | Eduardo Balcázar   | Joan Josep Martín        | 5-7, 9, 11-12, 17, 19, 21  |
| A. C. Palmeras   | Porsche 911 SC       | Marc Etchebers     | David García Valverde    | 2-3, 7, 10, 13-14          |
| A. C. Palmeras   | Porsche 911 SC       | Marc Etchebers     | José R. Amorena          | 4                          |
| A. C. Palmeras   | Porsche 911 SC       | Marc Etchebers     | Marie-Chistine Etchebers | 18, 20                     |

## Resultados

### Campeonato de pilotos
- En Montecarlo Serviá sumó cuarenta y ocho puntos y Zanini sumó setenta y dos en Bulgaria y ciento doce en Polonia.[1]

| Pos. | Piloto             | COS | VCN | MOG | SAC | 500 | MAS | CLB | SMO | OUR | RIO | RCS | FAL | RBX | FER | MAN | PDA | IDT | ECI | ESP | 2VI | CAT | SHA | Puntos |
| ---- | ------------------ | --- | --- | --- | --- | --- | --- | --- | --- | --- | --- | --- | --- | --- | --- | --- | --- | --- | --- | --- | --- | --- | --- | ------ |
| 1.   | Antonio Zanini     | 1   |     | 1   |     |     |     |     |     |     |     |     |     |     |     |     |     |     |     | 1   |     | 1   |     | 546    |
| 2.   | Jorge de Bagration | 2   |     | Ret |     | 1   |     | 1   | 1   | Ret |     | 1   |     |     |     |     |     | 1   |     | 2   |     | Ret | 1   | 488    |
| 3.   | Salvador Serviá    |     |     |     |     |     | 4   |     | 6   | 3   | 3   |     |     |     |     |     | 2   |     |     | 3   | Ret | 2   |     | 387    |
| 4.   | Eduardo Balcázar   | Ret |     | 2   |     | 3   |     | 3   |     | 1   |     | 2   | 1   |     |     |     |     | 2   |     | Ret |     | Ret |     | 348    |
| 5.   | Marc Etchebers     |     | 1   | EXC | 1   | 2   |     | 2   | Ret |     |     |     |     | 1   | 1   |     |     |     | 1   |     | 1   |     |     | 321    |
|      | Beny Fernández     | Ret | Ret | Ret |     |     |     | 4   |     | Ret | 2   |     | Ret | EXC |     |     |     | Ret | 3   |     |     | 3   |     | ?      |
|      | Genito Ortiz       | Ret |     | Ret |     | 5   |     | 9   |     | Ret | Ret | Ret |     |     |     |     |     | Ret |     | Ret |     |     |     | ?      |
|      | José Luis Sallent  | 3   |     | 7   |     |     |     |     |     |     | 6   | 3   | Ret |     |     | 2   |     | 12  | 7   |     | Ret | 4   |     | ?      |
|      | Medardo Pérez      |     |     |     |     |     | 1   |     |     |     |     |     |     | Ret |     | Ret |     | 3   | Ret |     |     |     |     | ?      |

### Campeonato de marcas
| Pos. | Marca   | Puntos |
| ---- | ------- | ------ |
| 1.   | SEAT    | 306    |
| 2.   | Talbot  | 201    |
| 3.   | Ford    | 50     |
| 4.   | Citroën | 18     |

### Campeonato de copilotos
| Pos. | Copiloto          | Puntos |
| ---- | ----------------- | ------ |
| 1.   | Jordi Sabater     | 180    |
| 2.   | Nuria Llopis      | 138    |
| 3.   | Joan Josep Martín | 127    |
| 4.   | David Valverde    | 100    |
| 5.   | Álex Brustenga    | 73     |

### Campeonato de Conductores de Turismos de Serie (Fabricación nacional)
| Pos. | Piloto            | Puntos |
| ---- | ----------------- | ------ |
| 1.   | José A. Zorrilla  | 275    |
| 2.   | Pablo Gómez       | 198    |
| 3.   | José L. Álvarez   | 127    |
| 4.   | Ceferino Barbazan | 106    |
| 5.   | Andreu Ylla       | 96     |

### Trofeo de Conductores de Turismos de Fabricación nacional
| Pos. | Piloto         | Puntos |
| ---- | -------------- | ------ |
| 1.   | Pablo de Sousa | 177    |
| 2.   | Juan Bayó      | 166    |
| 2.   | Genito Ortiz   | 110    |
| 4.   | Alfonso Marcos | 105    |
| 5.   | David Mateo    | 79     |

### Campeonato de promoción de pilotos
| Pos. | Piloto         | Puntos |
| ---- | -------------- | ------ |
| 1.   | «Yolanda»      | 86     |
| 2.   | F. Balcazar    | 84     |
| 3.   | J. Pablo Muñoz | 56     |
| 4.   | Pedro Morera   | 45     |
| 5.   | Ángel Melero   | 44     |

### Desafío Simca
| Pos. | Piloto        |
| ---- | ------------- |
| 1.   | Paco Balcázar |